# Hohenstaufenbad

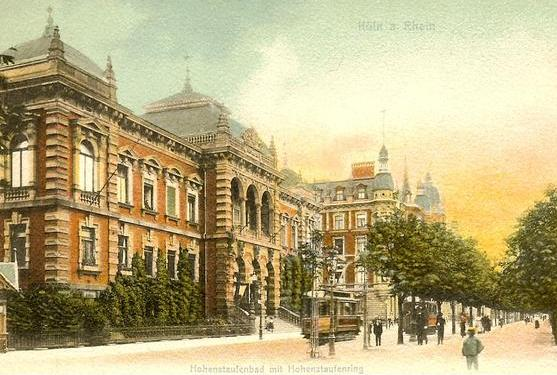
Hohenstaufenbad im Jahre 1910

Das Hohenstaufenbad war das größte öffentliche Schwimmbad der Stadt Köln. Der 1885 eröffnete Prunkbau befand sich auf dem namensgebenden Hohenstaufenring, einem Teil der Kölner Ringe. Das Bad wurde im Zweiten Weltkrieg beschädigt und 1958 abgerissen.

## Geschichte
Städtische Bäder waren im 19. Jahrhundert aus Hygienegründen von Bedeutung; so hatten 1883 lediglich 3 % aller Kölner Wohnungen ein Bad. Der Kölner Stadtplaner und Stadtbaumeister Josef Stübben beauftragte im März 1883 die das Büro de Voss & Alfred Müller mit der Ausarbeitung seiner Planskizze und mit dem Bau des Hohenstaufenbades; Baubeginn war Dezember 1884.  Der Komplex erstreckte sich über den ganzen Block zwischen der Ringstraße, der Badstraße (heutige Schaevenstraße), dem Mauritiuswall und der Rubensstraße. Der straßenseitige Hauptbau wurde als zweigeschossiger Rechteckbau mit hohem Sockel, zwei einachsigen Seitentrakten und einem dreiachsigen Mittelrisalit ausgeführt. Das äußere Erscheinungsbild wurde durch Freitreppe, Dreierbogeneingang und offene Loggia im ersten Obergeschoss betont. Als Vorlage für die Stadtverordnetenversammlung zur Entscheidung der Genehmigung des Statutentwurfs diente ein Druck und eine „Denkschrift zur Erbauung des Hohenstaufenbads“.
Stübben sorgte für eine enorme Publizität, denn sein Artikel „Das Badewesen in alter und neuer Zeit mit besonderer Beziehung auf das in Köln zu errichtende Hohenstaufenbad“ erschien gleich mehrfach in der Kölnischen Zeitung. Am 12. Mai 1883 erfolgte die Gründung der AG Hohenstaufenbad, deren konstituierende Generalversammlung ein Kapital von 600.000 Mark beschloss. Die Aktienerlöse dienten zur Finanzierung des Bades, die AG Hohenstaufenbad trat nach Eröffnung als Betreiber auf. Während der Bauphase kam es zu technischen und finanziellen Problemen. Dies ergibt sich aus dem Schriftwechsel des Stadtbaumeisters Stübben mit Architekten, Aufsichtsratsmitgliedern und Unternehmern. Auch ein zivilrechtlicher Streit wurde gerichtsanhängig, wie ein Urteil von der Zivilkammer des königlichen Landgerichts zu Köln vom 21. Januar 1885 in Sachen Bauunternehmer Friedrich Linskens gegen die AG Hohenstaufenbad belegt.
Nach zweijähriger Bauphase wurde der Ziegelbau mit Werksteingliederungen im Juni 1886 zur Benutzung übergeben (andere Quelle: 1. Juli 1885 feierlich eröffnet). Die wirtschaftlichen Schwierigkeiten der AG Hohenstaufenbad blieben, so dass die Stadt Köln die Betreibergesellschaft am 10. Oktober 1887 übernahm und am 1. April 1889 nach Beendigung der Liquidation die in endgültige Betriebs- und Haushaltsführung durch die Stadt Köln überging.

## Zweck und Nutzung
Als einer der prunkvollsten repräsentativen Profanbauten der Stadt zielte das Bad auf das gehobene Bürgertum als Gäste ab. Es leitete eine völlig neue Badekultur in Köln ein. In Tradition der römischen Thermen bot die Stadt ihren Bürgern, die bislang ausschließlich die Rheinbadeanstalten nutzen konnten, nunmehr einen Ort der Körperhygiene. Es zeigte sich jedoch, dass das Bad in dieser Form nicht wirtschaftlich zu betreiben war. Bereits am 1. Oktober 1887 wurde die AG an die Stadt Köln in städtische Trägerschaft übertragen. Ab dem 1. April 1889 erfolgte nach Beendigung der Liquidation die endgültige Betriebs- und Haushaltsführung durch die Stadt Köln. Und ab 1892 war die Benutzung des „Fürstenbades“ nicht mehr gleichzeitig von drei, sondern nur noch von einer Person gestattet.
Am 27. März 1913 konnte das Kind Elly Grünheck als 1.000.000ster Besucher des Hohenstaufenbads begrüßt werden. Einer Statistik der Stadt Köln zufolge war das Hohenstaufenbad mit 316.576 „abgegebenen Bädern“ im Jahre 1916 das größte Bad der Stadt, musste aber wegen Kohlenmangels im Februar und März 1917 und nochmals zwischen dem 25. Dezember 1920 und 9. Februar 1921 geschlossen werden. Dieses Schicksal traf allerdings auch das Neptunbad und das Kaiser-Wilhelm-Bad, 3 von insgesamt 18 öffentlichen Bädern der Stadt im Jahre 1916.

## Zerstörung
Von den fünf städtischen Hallenbädern, die im Zeitraum zwischen 1885 und 1914 entstanden, überstand lediglich das Neptunbad in Ehrenfeld den Zweiten Weltkrieg weitgehend unbeschädigt. Die beiden Volksbäder in der Fleischmengergasse und der Achterstraße waren bei einem Luftangriff am 30. Juni 1943 völlig zerstört worden. Das Hohenstaufenbad brannte bei diesem Angriff aus, wurde jedoch nicht weiter zerstört. Nach dem Krieg wurden sogar wieder Fenster eingesetzt. Die Bauten aus der Kaiserzeit wurden jedoch von den Leitern des Wiederaufbaus der Stadt Köln als nicht erhaltenswert beurteilt und man nahm selbst geringe Beschädigungen zum Anlass, sich ihrer zu entledigen: Zeitgleich mit dem Hohenstaufenbad wurden die wiederaufbaufähigen Ruinen der alten Kölner Oper, des Kunstgewerbemuseums, des neugotischen Gürzenich-Treppenhauses, des Rathauses, des Hauptbahnhofes, der Markthalle, der Hohenzollernbrückentürme, des Wallraf Richartz Museums, des Kaiserin Augusta Denkmals und des Kaiser Friedrich Denkmals bis allesamt 1958 abgerissen.